# 新潟市立坂井輪中学校
新潟市立坂井輪中学校（にいがたしりつ さかいわちゅうがっこう）は、新潟県新潟市西区寺尾上三丁目に所在する市立中学校。

## 概要
1947年に開校。全校生徒数567名（1年181名・2年189名・3年197名、2008年度）。

## 沿革
- 1947年5月15日 - 坂井輪村立坂井輪中学校として新通小学校・小針小学校内に併設して開校。
- 1954年11月1日 - 新潟市への編入合併に伴い新潟市立坂井輪中学校と改称。
- 1972年4月1日 - 生徒数増加に伴い小針中学校を分離独立、校区変更。
- 1977年4月1日 - 生徒数増加に伴い五十嵐中学校を分離独立、校区変更。
- 1982年4月1日 - 一部地域を小新中学校へ校区変更。

## 通学区域
#外部リンクを参照。

### 進学前小学校
- 新潟市立新通小学校
- 新潟市立坂井東小学校
- 新潟市立新通つばさ小学校

## 交通
- JR東日本 ■越後線 寺尾駅より徒歩 10分
- 新潟交通 ■W3寺尾線「西区役所前」バス停より徒歩 約5分
- 坂井輪コミュニティバス「西区役所前」バス停より徒歩 約5分
- E8北陸自動車道 新潟西インターチェンジより車 約10分
- 国道116号（新潟西バイパス） 亀貝インターチェンジより車 約10分

## 校歌
- 「緑が丘」 作詞：林柳波 作曲：井上武士

## 著名な出身者
- 越乃リュウ - 女優（元宝塚歌劇団）
- 浦上幸二郎
- 鷲尾英一郎 - 政治家
- 笠原淳 - (プロサッカー選手)